# Geografia (Tolomeo)
Geografia (in greco antico: Γεωγραφικὴ Ὑφήγησις?, Geographike Hyphegesis, "Guida geografica") è un trattato di Tolomeo, la cui riscoperta in Europa nel XV secolo dette un importante impulso al recupero dei metodi della geografia matematica e della cartografia.
L'opera è divisa in otto libri, il primo dei quali espone le basi teoriche dell'argomento. I sei successivi sono dedicati alle diverse parti del mondo conosciuto e contengono soprattutto le coordinate di 6345 località. L'ottavo e ultimo libro, dopo una breve introduzione, usava le informazioni contenute nei libri precedenti per realizzare lo scopo dell'opera: disegnare carte di tutto il mondo abitato. Esso conteneva 27 mappe: una generale e ventisei di particolari regioni.

## Opere precedenti e fonti
Carte geografiche basate su principi scientifici e in particolare sull'uso di un reticolo di meridiani e paralleli (ossia sull'uso di coordinate sferiche) erano state realizzate fin dai tempi di Eratostene, nel III secolo a.C. Nel secolo successivo la geografia matematica aveva compiuto grandi progressi grazie ad Ipparco. In epoca imperiale gli studi su questo argomento, prima che da Tolomeo, erano stati ripresi da Marino di Tiro, che Tolomeo cita ampiamente. Essendosi perdute tutte le opere precedenti non è facile giudicare in che misura i procedimenti esposti da Tolomeo siano originali, ma si ritiene in genere che le principali proiezioni cartografiche descritte nella Geografia siano opera di Tolomeo.
Per i dati relativi alle particolari regioni esaminate, oltre a Ipparco e Marino, Tolomeo usò certamente gli itinerari e peripli disponibili ai suoi tempi.

## L'ecumene di Tolomeo
Tolomeo non intende rappresentare l'intero globo, ma solo quello che ritiene l'ecumene, cioè il mondo conosciuto. Esso era compreso tra le latitudini di 63° N (che per Tolomeo era il parallelo di Thule) e quello a 16° 25' S (parallelo di Anti-Meroe). Sulla scorta di Ipparco di Nicea, Tolomeo riteneva che l'ecumene si estendesse in longitudine per 180°; la località più occidentale (nella quale aveva fissato il meridiano di riferimento) era costituita dalle Isole Fortunate, generalmente identificate con le odierne isole Canarie; i luoghi più orientali presi in considerazione appartengono alla penisola indocinese. Secondo una controversa tesi sostenuta da Lucio Russo, peraltro, le Isole Fortunate corrispondevano originariamente per Ipparco non alle Canarie (di cui non hanno né la forma né la latitudine), bensì alle Isole Sopravento Meridionali e le Isole Sottovento delle Piccole Antille, e tale corretta identificazione delle Fortunate sarebbe in seguito divenuta impossibile a causa di un'asserita perdita di conoscenze geografiche intervenuta tra Ipparco e Tolomeo: quest'ultimo sarebbe quindi stato costretto a scalare le longitudini per accomodare l'estensione minore dell'ecumene, risultando in un diametro della Terra troppo piccolo..

## La teoria esposta nel primo e ottavo libro

### Latitudini e longitudini
Il primo libro della Geografia contiene una discussione dei problemi affrontati e dei metodi impiegati. Volendo disegnare carte geografiche il primo problema da risolvere è quello di determinare le coordinate, ossia latitudine e longitudine, dei luoghi che si vogliono rappresentare.
La latitudine, almeno in linea di principio, non poneva grossi problemi. Vi erano diversi sistemi per calcolarla. Quello al quale Tolomeo fa continuo riferimento consiste nel ricavarla dalla massima durata delle ore di luce.
La longitudine era molto più difficile da misurare. Il solo sistema abbastanza preciso disponibile nell'antichità era quello di dedurre la differenza di longitudine dalla differenza tra i tempi locali in cui era osservata una stessa eclisse di Luna. Si tratta del metodo che era stato raccomandato da Ipparco e che era ben noto a Tolomeo. Egli si lamenta però di avere a sua disposizione ben pochi dati ottenuti in questo modo. Il più delle volte Tolomeo è costretto a ricavare le differenze di longitudine da stime sulle distanze lineari ricavate da itinerari e dalla lunghezza del relativo parallelo (calcolabile teoricamente). Va tuttavia osservato che la differenza di longitudine tra due luoghi non posti sullo stesso parallelo può anche essere stimata conoscendone la differenza di latitudine e l'angolo che la congiungente forma con il meridiano.

### Proiezioni cartografiche
Se si conoscono le coordinate dei luoghi, il secondo problema è quello, che caratterizza la cartografia, di rappresentare una porzione di superficie sferica su una carta piana. È ovvio che non si può farlo senza distorsioni e bisogna scegliere quali sono le caratteristiche che si vuole che la trasformazione conservi.
Tolomeo descrive due proiezioni che possono essere usate per realizzare una carta generale dell'ecumene.

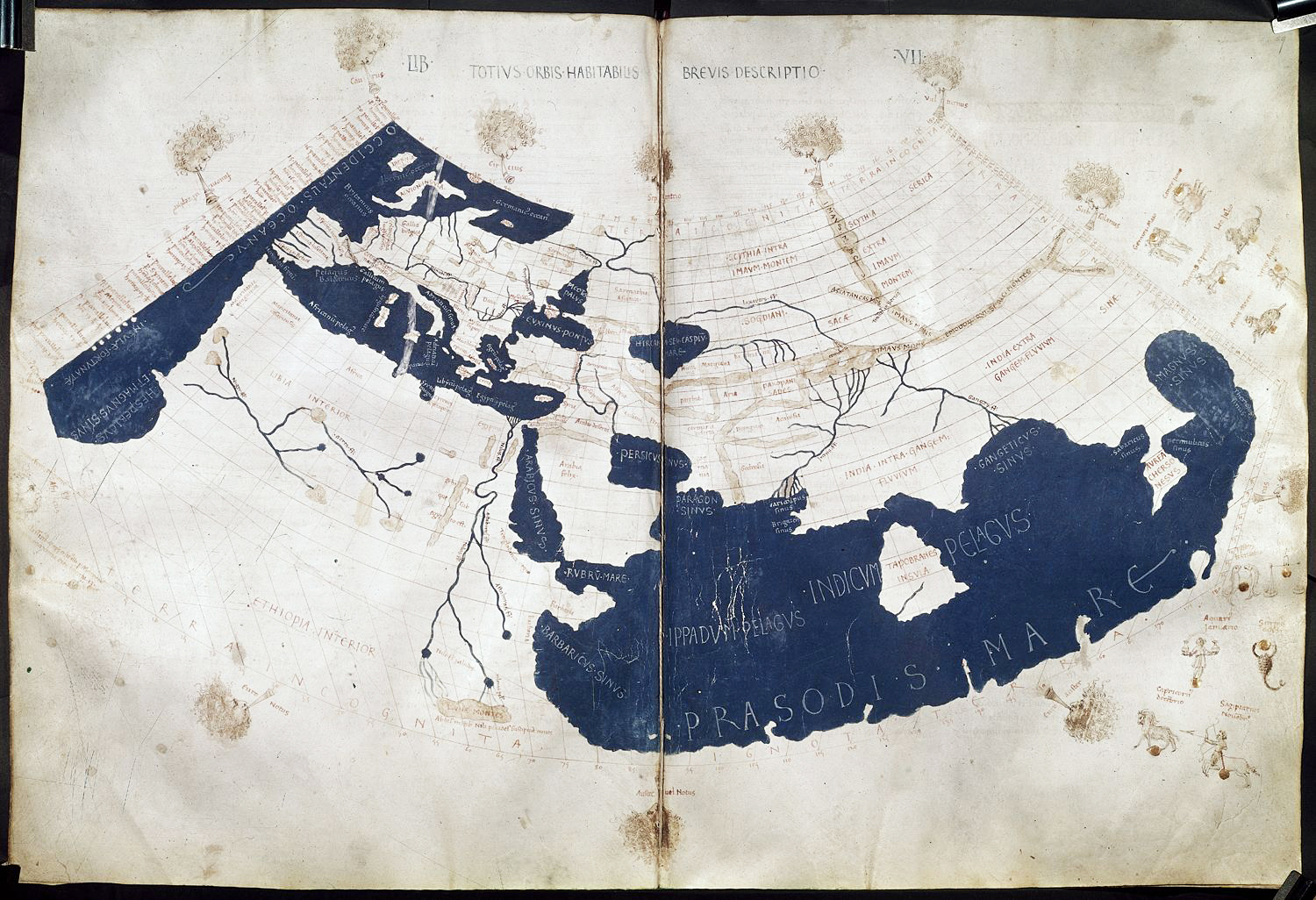
La mappa dell'ecumene di Tolomeo ricostruita usando la prima proiezione.

La prima, più semplice, è essenzialmente una proiezione conica equidistante, nella quale i paralleli sono rappresentati con circonferenze concentriche e i meridiani con rette convergenti in un unico punto. Questo sistema avrebbe però portato a rappresentare i paralleli con archi la cui lunghezza cresceva sempre procedendo verso sud, anche quando, al di là dell'equatore, la lunghezza reale diminuisce. Considerando inaccettabile questo contrasto tra carta e realtà, Tolomeo modifica la proiezione nella fascia posta a sud dell'equatore nel modo seguente: assegna all'arco che rappresenta il parallelo più meridionale (parallelo di Anti-Meroe, alla latitudine 16° 25' S) la stessa lunghezza del suo simmetrico rispetto all'equatore (alla latitudine 16° 25' N); rappresenta poi i tratti dei meridiani a sud dell'equatore con segmenti che uniscono i punti dell'equatore con quelli del parallelo di Anti-Meroe posti alla stessa longitudine.

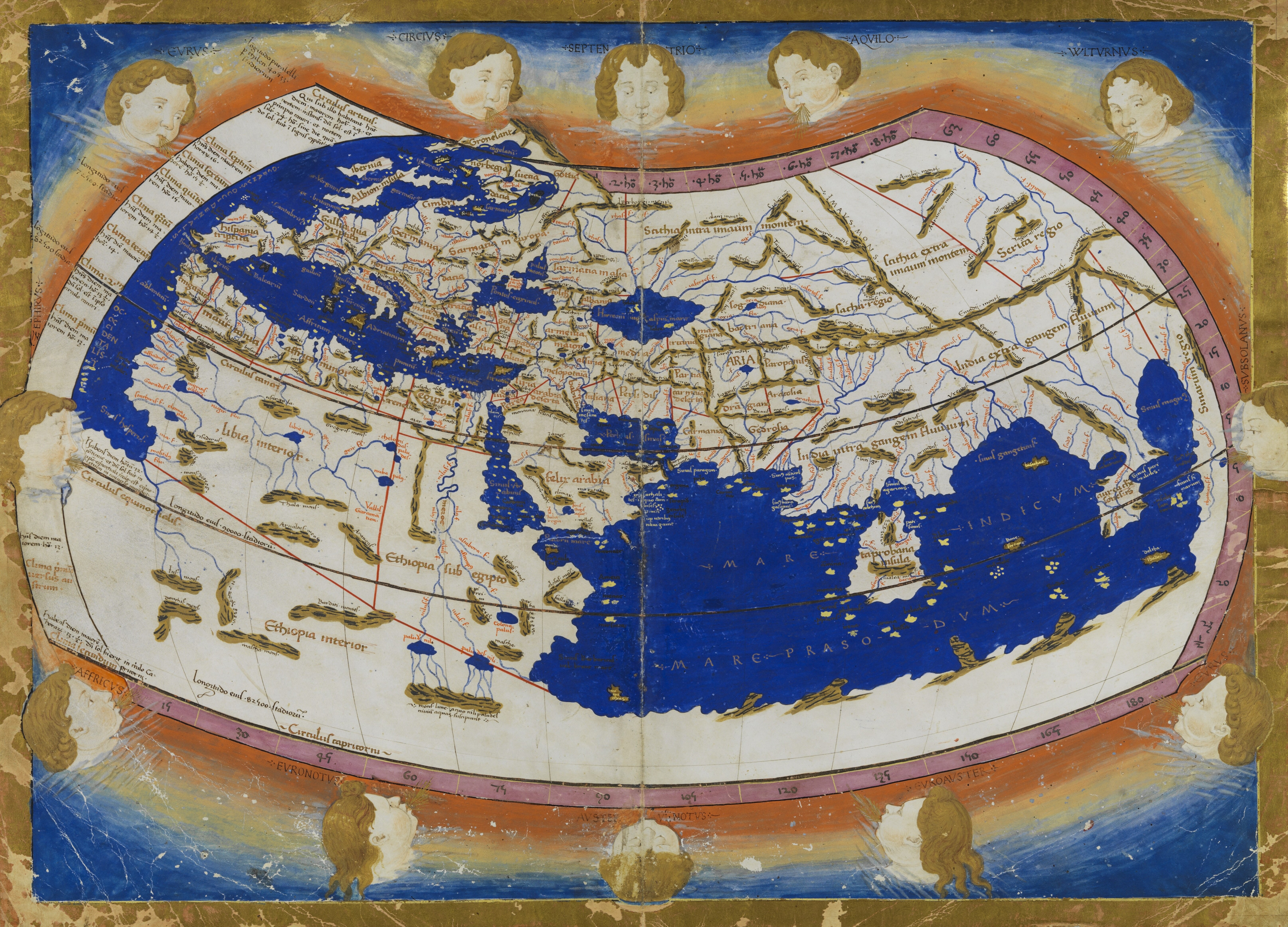
La mappa dell'ecumene di Tolomeo ricostruita usando la seconda proiezione.

La seconda proiezione, che Tolomeo preferisce, è più complessa e rappresenta i meridiani non con spezzate, ma con archi di circonferenza. Descriviamone brevemente la costruzione. Il meridiano centrale (90° a Est delle Isole Fortunate), o meglio la sua parte contenuta nell'ecumene, è rappresentato da un segmento verticale sul quale le distanze sono riportate proporzionalmente a quelle reali. Sul prolungamento di questo segmento e al di sopra di esso Tolomeo sceglie un punto C come centro dei paralleli. Considera poi le circonferenze di centro C che passano per gli estremi del segmento e per il suo punto medio. Di queste tre circonferenze traccia archi, simmetrici rispetto al meridiano centrale, che rappresentano tre paralleli: i due estremi che limitano l'ecumene (il parallelo di Thule a Nord e quello di anti-Meroe a Sud) e quello a metà strada tra i due. La lunghezza degli archi è scelta in modo da riprodurre i paralleli reali nella stessa scala usata per il meridiano centrale e ciascuno dei tre paralleli è diviso in archi eguali per individuare le longitudini a intervalli di 5°. I meridiani (tracciati ogni 5°) sono poi rappresentati con archi di circonferenza che passano per i tre punti di eguale longitudine sui tre particolari paralleli scelti. Gli altri paralleli sono tracciati con archi concentrici ai tre già tracciati, ma su di essi le distanze non sono proporzionali a quelle reali.
Per le carte regionali Tolomeo, come spiega all'inizio dell'ottavo libro, usa una terza proiezione: la semplice proiezione cilindrica già usata da Marino di Tiro, nella quale meridiani e paralleli sono rappresentati da una griglia di linee rette che si intersecano ortogonalmente. Le distorsioni introdotte da questa proiezione, a parere di Tolomeo, la rendevano improponibile per una carta generale ma erano sufficientemente contenute nel caso delle carte regionali.
Le carte originali sono perdute. Non è stato tuttavia difficile ricostruirle in massima parte, grazie alle dettagliate istruzioni di Tolomeo sulle proiezioni usate e alla massa di coordinate trasmesse dai manoscritti.

## Coordinate geografiche ed errori
Sei libri della Geografia (dal secondo al settimo) contengono dati relativi alle caratteristiche geografiche del mondo conosciuto. Vi sono localizzati popoli, fiumi, monti, città, isole e altro; a circa 8000 località vengono assegnate latitudine e longitudine. I dati contengono errori di varia natura. Molte delle latitudini hanno un errore ben superiore all'errore di misura che ci si aspetterebbe in relazione ai metodi allora disponibili. In qualche caso, come in quello della città di Babilonia, conosciamo la latitudine determinata da Ipparco e possiamo verificare come il valore di Tolomeo sia molto meno accurato.
I dati di Tolomeo, oltre ai singoli errori dovuti alla scarsa attendibilità delle fonti (soprattutto per le regioni lontane dall'impero romano) sono affetti da due errori sistematici. Il primo riguarda le dimensioni della Terra. Mentre Eratostene aveva misurato la lunghezza del meridiano con notevole accuratezza e Ipparco aveva accettato la sua misura, Tolomeo accetta il valore inferiore (pari ai 5/7 del precedente) usato dal suo immediato predecessore Marino di Tiro. L'origine dell'errore di Marino e Tolomeo è poco chiara ed è stata diversamente interpretata.
Le longitudini, inoltre, a differenza delle latitudini, sono affette da un errore sistematico, che porta ad una sopravvalutazione delle differenze di longitudine.
La forma dei continenti non richiede una discussione, in quanto le carte presenti nelle edizioni non seguono un'autonoma tradizione manoscritta, ma con ogni probabilità sono ridisegnate ogni volta sulla base delle coordinate riportate nell'opera.
Nell'ambito di un progetto di ricerca interdisciplinare all'Università tecnica di Berlino sono stati analizzati gli errori nelle coordinate geografiche dei libri II e III e identificati i luoghi sconosciuti.

### Attendibilità degli etnonimi
All'inizio del XX secolo si è cominciato a considerare errati gli etnonimi forniti da Tolomeo, tentandone una correzione. Questo metodo è sicuramente pericoloso, visto che obbliga a modificare il testo originale. A volte i testi antichi venivano modificati inavvertitamente, ed il principale problema della ricostruzione è che il testo originale resta sconosciuto, e quindi inverificabile.
Tolomeo elenca 8000 e più nomi, ma molti di quelli che riguardano la Grande Germania (Germania Magna) sono molto simili alle versioni ricostruite in germanico comune. La circostanza che latitudini e longitudini siano affette dagli errori già discussi non autorizza a considerare necessariamente inattendibili i nomi dei popoli.

## Influenza e storia editoriale

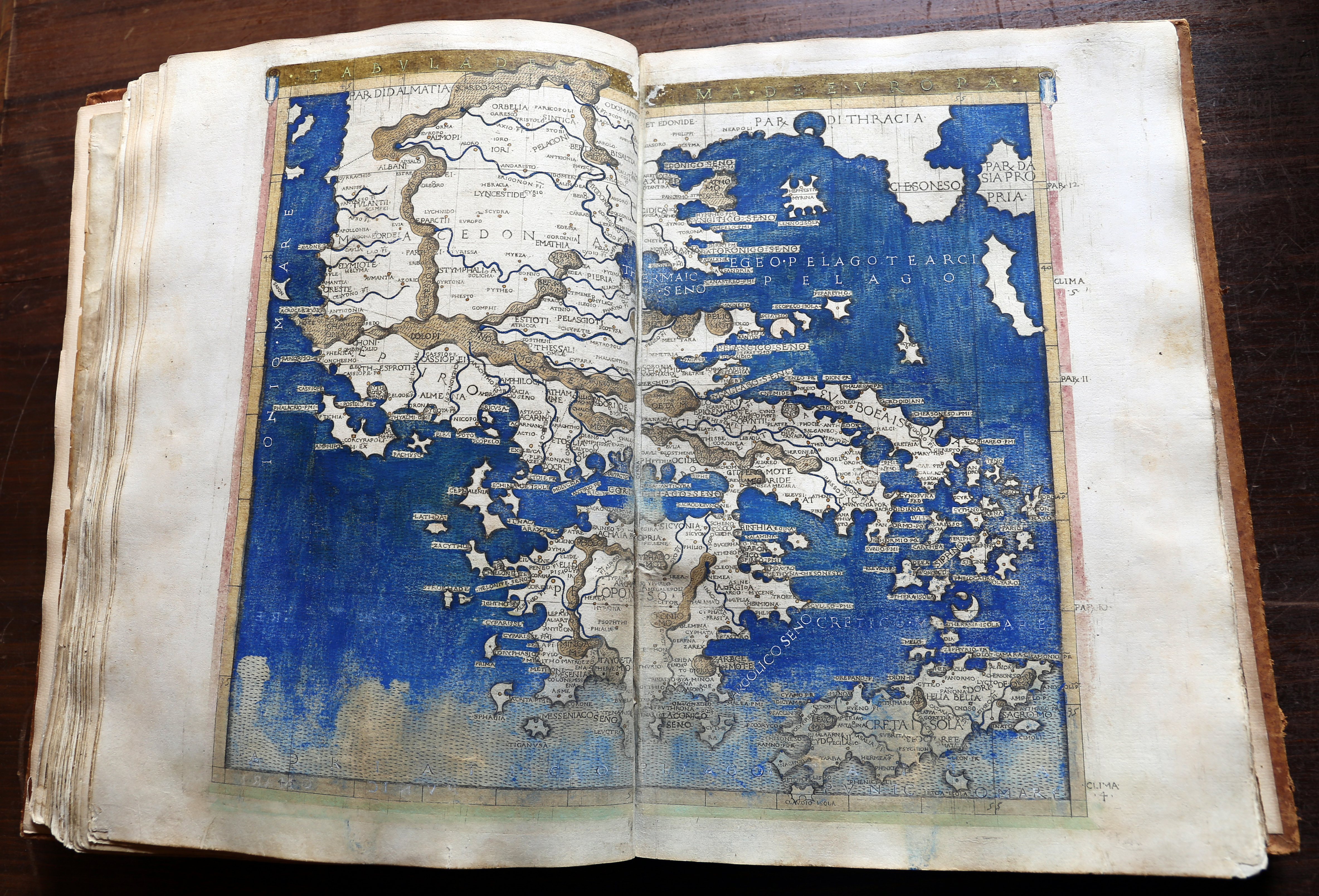
Mappa della Grecia, edizione di Francesco Berlinghieri (1482, biblioteca dell'Accademia della Crusca)

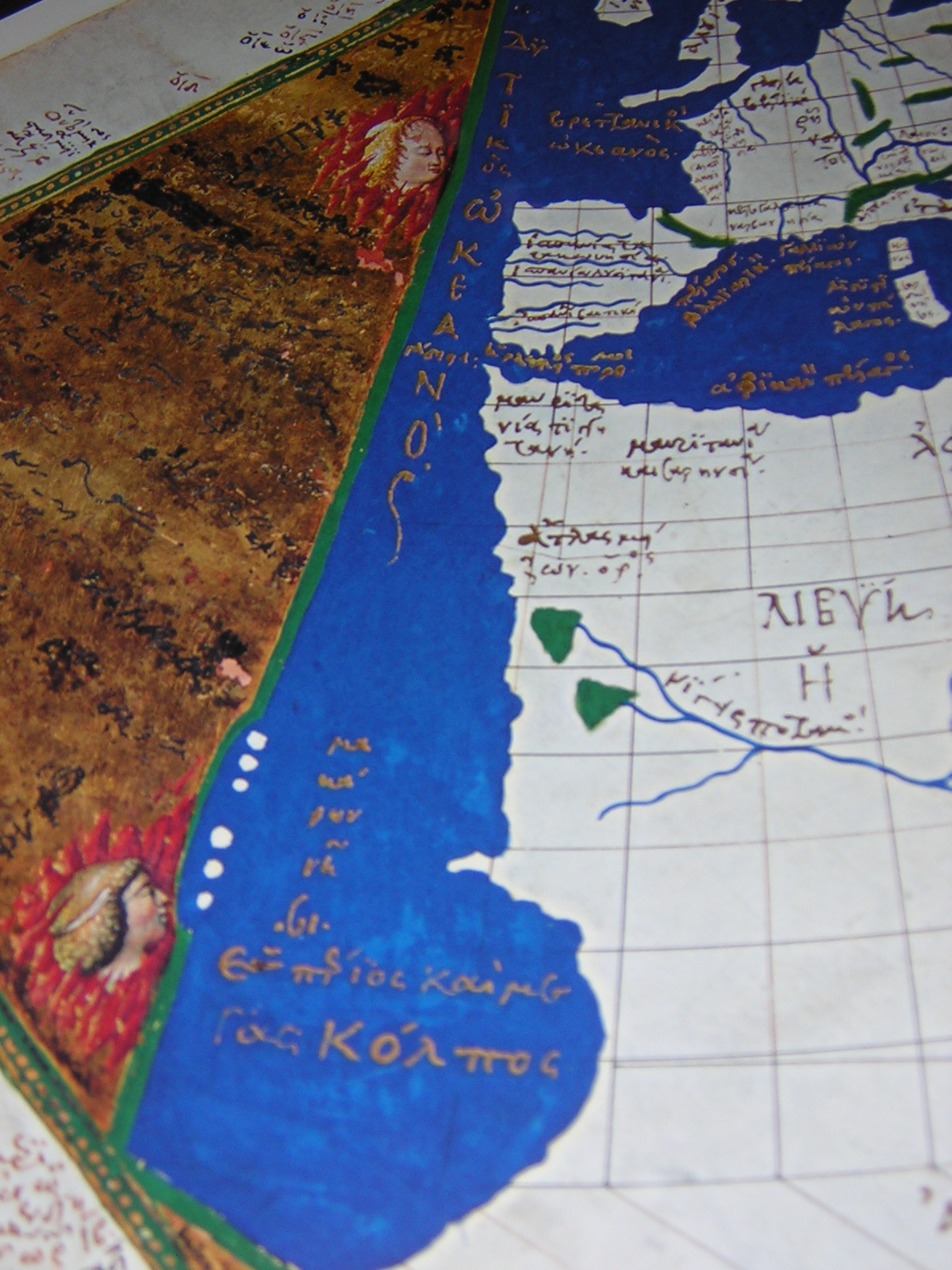
Parte della costa atlantica nella ricostruzione della carta di Tolomeo realizzata da Giovanni Rhosos per il Cardinale Bessarione intorno al 1454.

Nella tarda antichità l'opera di Tolomeo era ben nota sia nel mondo greco che in quello latino: essa è alla base della descrizione del mondo abitato compilata da Pappo di Alessandria intorno al 300 ed è citata da Ammiano Marcellino e ancora alla metà del VI secolo da Cassiodoro. Successivamente se ne perdono le tracce nell'Europa occidentale, mentre continua ad essere nota nel mondo bizantino fino al XII secolo, quando Giovanni Tzetzes include nelle sue Chiliadi una trasposizione in versi di alcuni passi dell'opera. Dopo di allora per circa un secolo la Geografia sembra dimenticata anche a Costantinopoli. Nel frattempo il mondo islamico l'aveva conosciuta, forse solo indirettamente, fin dal IX secolo.
Intorno al 1300 l'opera viene ritrovata dallo studioso bizantino Massimo Planude, che ne ricostruisce le mappe perdute sulla base del testo scritto. La riscoperta dell'opera nell'Europa rinascimentale avviene attraverso la tradizione bizantina e per le mappe dipende dalla ricostruzione di Planude. Dopo la prima traduzione in latino, eseguita nel 1406 da Jacopo d'Angelo da Scarperia, furono preparate varie carte sulla base dei dati di Tolomeo (un esempio è riportato a sinistra), provocando una rinascita della cartografia che dette un importante contributo all'estendersi dei viaggi di esplorazione. La traduzione di Jacopo Angelo fu stampata nel 1475 e ripetutamente in seguito. Nel 1482 fu stampata in Toscana da Francesco Berlinghieri, con alcune mappe aggiunte come in seguito diventerà comune (Italia fisica, Spagna fisica, Terra Santa).
Alla Biblioteca Apostolica Vaticana si conservano due trascrizioni manoscritte su pergamena, della Geografia di Tolomeo, nella versione dal greco in latino, fatta nel 1409 dal fiorentino Jacopo di Angelo di Scarperia. I codici sono datati rispettivamente 1469 e 1471-1472 e sono stati miniati dal cartografo fiorentino Pietro del Massaio.
L'editio princeps del testo originale greco fu stampata a Basilea nel 1533, a cura di Erasmo da Rotterdam. Come spesso accadde per le opere greche, fu preceduta dalla traduzione latina di Jacopo d'Angelo, stampata per la prima volta a Vicenza nel 1475.
Una stampa dell'opera di particolare rilevanza risale al 1511: la sua importanza le è conferita dalla provvisione, da parte del tipografo Iacopo Pencio, di carte incise in legno e tirate in rosso e nero recanti rappresentazioni di parti dell'America Settentrionale e Meridionale, un'operazione fino ad allora senza precedenti.
Iacopo Angeli scelse il titolo Cosmografia per rendere l'idea della concezione geografica di Tolomeo, nella quale la geografia terrena e quella celeste concorrono a formare il medesimo cosmo. Nella prefazione con dedica ad Alessandro V, Angeli da Scarperia sottolineò la superiorità della cosmografia tolemaica rispetto ai geografi latini, perché essa fu l'unica ad indicare un metodo di proiezione della sfera (terrestre-celeste) nel piano così come una mappatura dell'ecumene, il planisfero dettagliato da diverse carte regionali che conservavano una proporzione fra la parte il tutto. Palla Strozzi, che nel 1434 fu condannato all'esilio da Cosimo dei Medici, lasciò in eredità ai figli Onofrio e Giovanfrancesco i due codici della Cosmografia, donatigli da Manuele Crisolora. Questi aveva a sua volta portato da Costantinopoli uno dei due manoscritti, quando nel 1390 si era trasferito a Firenze per insegnare il greco.

## Edizioni
- Peri tēs geōgraphias biblia oktō, mēta pasēs acribeias entypōthenta. De geographia libri octo, summa cum vigilantia excusi, Etypothē en Basileia, par Ierōnymō tō Frōbeniō kai Nikolaō tō Episkopiō, 1533 (editio princeps).
- Geographia, edidit Carolus Friedericus Augustus Nobbe, 3 voll., Lipsiae, sumptibus et typis Caroli Tauchnitii, 1843-45.

## Traduzioni
- Cosmographia, [Vicenza], ab Hermano levilapide Coloniensi Vicenciae accuratissime impressa Benedicto Trivisano & Angelo Michaele praesidibus, 1475 (traduzione latina di Jacopo d'Angelo, precedente l'editio princeps del testo originale greco).
- La geografia, con alcuni comenti & aggiunte fattevi da Sebastiano Munstero alamanno, con le tauole non solamente antiche & moderne solite di stamparsi, ma altre nuove aggiuntevi di messer Iacopo Gastaldo piamontese cosmographo, ridotta in volgare italiano da m. Pietro Andrea Mattiolo senese medico eccellentissimo con l'aggiunta d'infiniti nomi moderni, In Venetia, per Gioan. Baptista Pedrezano, 1548 (prima traduzione italiana).
- La geografia, nuovamente tradotta di greco in italiano da Girolamo Ruscelli, con espositioni del medesimo, In Venetia, appresso Vincenzo Valgrisi, 1561.
- Traité de Géographie, traduit pour la première fois du grec en français par m. l'abbé Halma, Paris, Eberhart, 1828 (testo greco e prima traduzione francese).
- The Geography, translated into English and edited by Edward Luther Stevenson, New York, The New York Public Library, 1932 (prima traduzione inglese).
- Geography, An annotated Translation of the Theoretical Chapters, by J. Lennart Berggren and Alexander Jones, Princeton, University Press, 2000 (traduzione inglese parziale).
- Handbuch der Geographie griechisch - deutsch, Einleitung, text und ubersetzung, index, Herausgegeben von Alfred Stuckelberger und Gerd Grasshoff, 2 voll., Basilea, Schwabe, 2006 (testo greco e traduzione tedesca), ISBN 3-7965-2148-7.